# بات شالوم
بات شالوم هي إحدى المنظمات التي تنتمي لتحالف المرأة من أجل السلام، وهي منظمة نسوية إسرائيلية غير حكومية وغير ربحية تأسست في عام 1993، ثُم اندمجت مع منظمة مركز القدس للمرأة ليُشكّلا معًا رابطة القدس بهدف حل الصراع الإسرائيلي الفلسطيني، مع وضع قرارات للمرأة الإسرائيلية والفلسطينية كأولويات قصوى لحل النزاع، ووضع قائمة بالأهداف المحددة التي يعتقدون أنها يجب أن تكون ضرورية لحل شامل للصراع الإسرائيلي الفلسطيني.

## التاريخ
في عام 1989 شاركت مجموعة من الحقوقيات والناشطات في مجالات السلام الإسرائيليات والفلسطينيات البارزات في المؤتمر الدولي الأول للمرأة الفلسطينية-الإسرائيلية، والذي عُقد في العاصمة البلجيكية بروكسل تحت عنوان "أمنحوا الفرصة للسلام: نساء يتحدثن بصوت عالٍ". كان من بين الناشطات اللائي شاركن في المؤتمر الناشطة اليهودية البلجيكية سيمون زاسكند، والتي جمع زوجها ديفيد زاسكند التمويل اللازم لتأسيس المنظمة. شارك في المؤتمر نساء إسرائيليات، ونساء فلسطينيات من الأراضي المحتلة ونساء من تونس ومجموعة كبيرة من المنظمات الدولية إلى جانب بعض القادة من جميع دول العالم مثل الصين وروسيا ومصر والولايات المتحدة الأمريكية وأوروبا، ولكن لم يكُن يُسمح للإسرائيليين في ذلك الوقت بلقاء أعضاء منظمة التحرير الفلسطينية التونسيين لتجنب المشاكل.
ناقش المُشاركون في المؤتمر سُبل التوصّل غلى حلّ لإنهاء الصراع العربي الإسرائيلي وتحقيق السلام للمرأة في منطقة الشرق الأوسط، وسعوا بشكل مشترك لمحاولة حل النزاع على أساس الاعتراف بحق جميع الرجال والنساء في المنطقة في العيش بكرامة وأمان عند عودتهم إلى المنطقة، أنشأ المشاركون الإسرائيليون في المؤتمر "تحالف المرأة من أجل السلام" التي بدأت بتجنيد نساء إسرائيليات وخططت لأنشطة مشتركة حول محورين، كان أولهما النهوض بالمرأة وثانيهما تعزيز السلام، وكان الإعلان المشترك التي صدر في نهاية المؤتمر، والذي عُرف باسم إعلان بروكسل، بمثابة أساس لنشاط المنظمة.
كان من بين النساء الإسرائيليات اللائي شاركن في مؤتمر بروكسل وأنشطة الشبكة عضوات الكنيست آنذاك شولاميت ألوني، ونافا أراد، وعضوات الكنيست المستقبليات تامار جوزانسكي، ويائيل ديان، ونعومي حزان، وعنات ماور، والممثلات هانا مارون، وسلفا ناكورا حداد، والناشطة شالوم كاجاليا جولان، وجودي بلانك، وميريام مرعي، وروشاما ميرتون، وأليس شلوي، كما ضم الوفد الدولي كل من بيلا أبزوغ من الولايات المتحدة الأمريكية، وتشنغ جون يو آي من الصين، وآن ماري ليزين من بلجيكا، وفيرا نوفال من تونس، وجولييت بوب من إنجلترا، وليلى شهيد من باريس، وليلى سيغال من سويسرا، وسيمون فيل من فرنسا.
وعلى الرغم من الصعوبات السياسية والنزاعات التي كانت قائمة في تلك الحقبة، مثل حرب الخليج، استمرت النساء في الالتقاء والعمل معًا، وعُقدت مئات اللقاءات النسائية في جميع أنحاء العالم، والتي كان بعضها يُعقد بالتعاون مع المحاورين الفلسطينيين، فعقدت جولات متبادلة على كلا جانبي الخط الأخضر للتعرف على الظروف المعيشية للشركاء، ومن خلال هذه الاجتماعات أعيدت صياغة مقترح لإقامة علاقة تنظيمية رسمية بين المرأة الإسرائيلية والفلسطينية من أجل العمل معًا على حل القضايا المتعلقة بتمكين المرأة وتعزيز السلام بين الشعبين. وفي عام 1992 عُقد تحت رعاية البرلمان الأوروبي اجتماع آخر في بلجيكا، وكان نتاج هذا الاجتماع، ان تأسّست في عام 1994 رابطة القدس التي تشكّلت من اندماج منظمتين نسويتين سابقتين هما منظمة بات شالوم الإسرائيلية، ومنظمة مركز القدس للمرأة الفلسطينية. كان المقرّ الرئيسي لمنظمة رابطة يقع في مدينة القدس في فلسطين.
تُعرّف منظمة بات شالوم نفسها باعتبارها منظمة نسوية يسارية إسرائيلية راديكالية ملتزمة بالنضال لإنهاء الاحتلال وخلق مجتمع عادل، مع توسيع انخراط ومشاركة المرأة في المجال العام.
في عام 2010 توقّف نشاط المنظمة بسبب ضعف التمويل.